# سوءعمل لباس

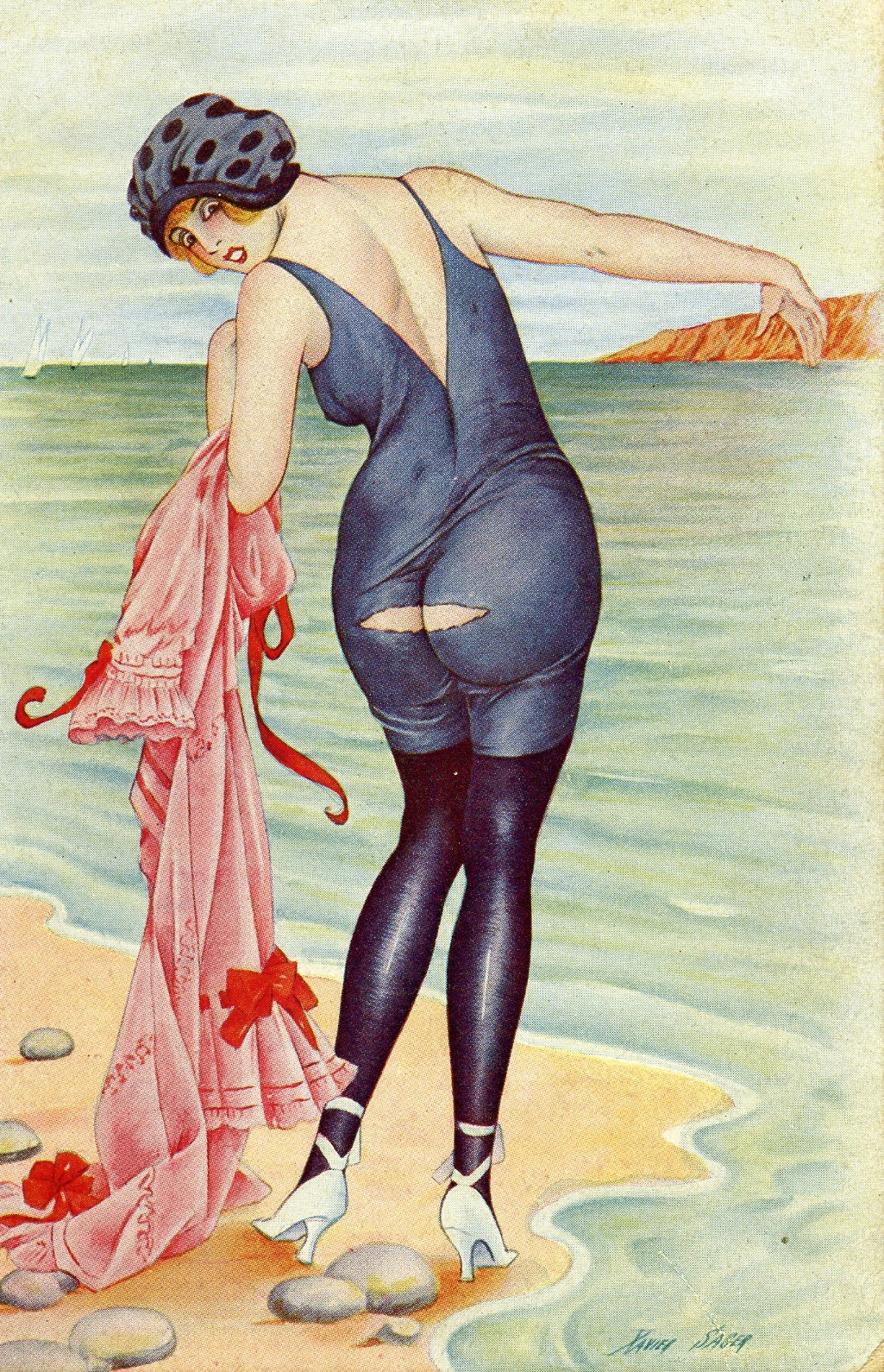
زنی در ساحل با سوءعمل لباس

سوءعمل لباس (انگلیسی: wardrobe malfunction) اشاره به خرابی پوشاک دارد که به‌طور غیرمنتظره یا آگاهانه بخش‌های خصوصی شخص را نمایان می‌سازد. این با حوادث عمدیِ برهنگی ناپسند در انظار عمومی یا بدن‌نمایی در میان عموم متفاوت است. جاستین تیمبرلیک برای نخستین بار در مراسم گرمی ۲۰۰۴ از اصطلاح "wardrobe malfunction" هنگام عذرخواهی بابت جنجال نمایش بین دو نیمهٔ سوپر بول همان سال استفاده کرد. عبارت "wardrobe malfunction" به نوبه خود توسط رسانه‌ها برای اشاره به این حادثه استفاده و وارد فرهنگ مردمی شد. پیش از ابداع این اصطلاح، سابقه طولانی چنین حوادثی وجود داشته‌است و از آن زمان متداول شده‌است.